# Oreocereus fossulatus
Oreocereus fossulatus là một loài thực vật có hoa trong họ Cactaceae. Loài này được (Labour.) Backeb. mô tả khoa học đầu tiên năm 1935.

## Hình ảnh

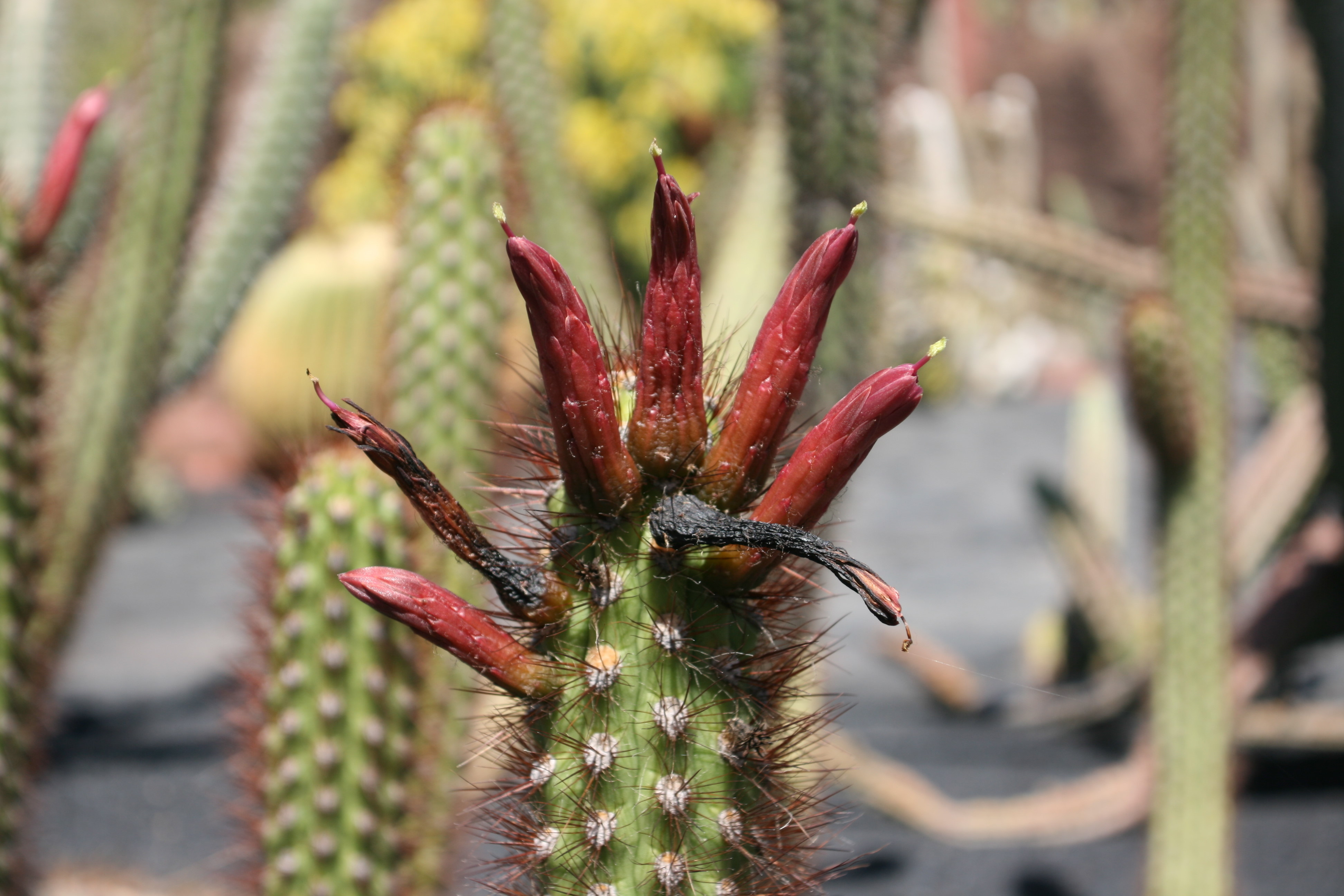
Flower buds
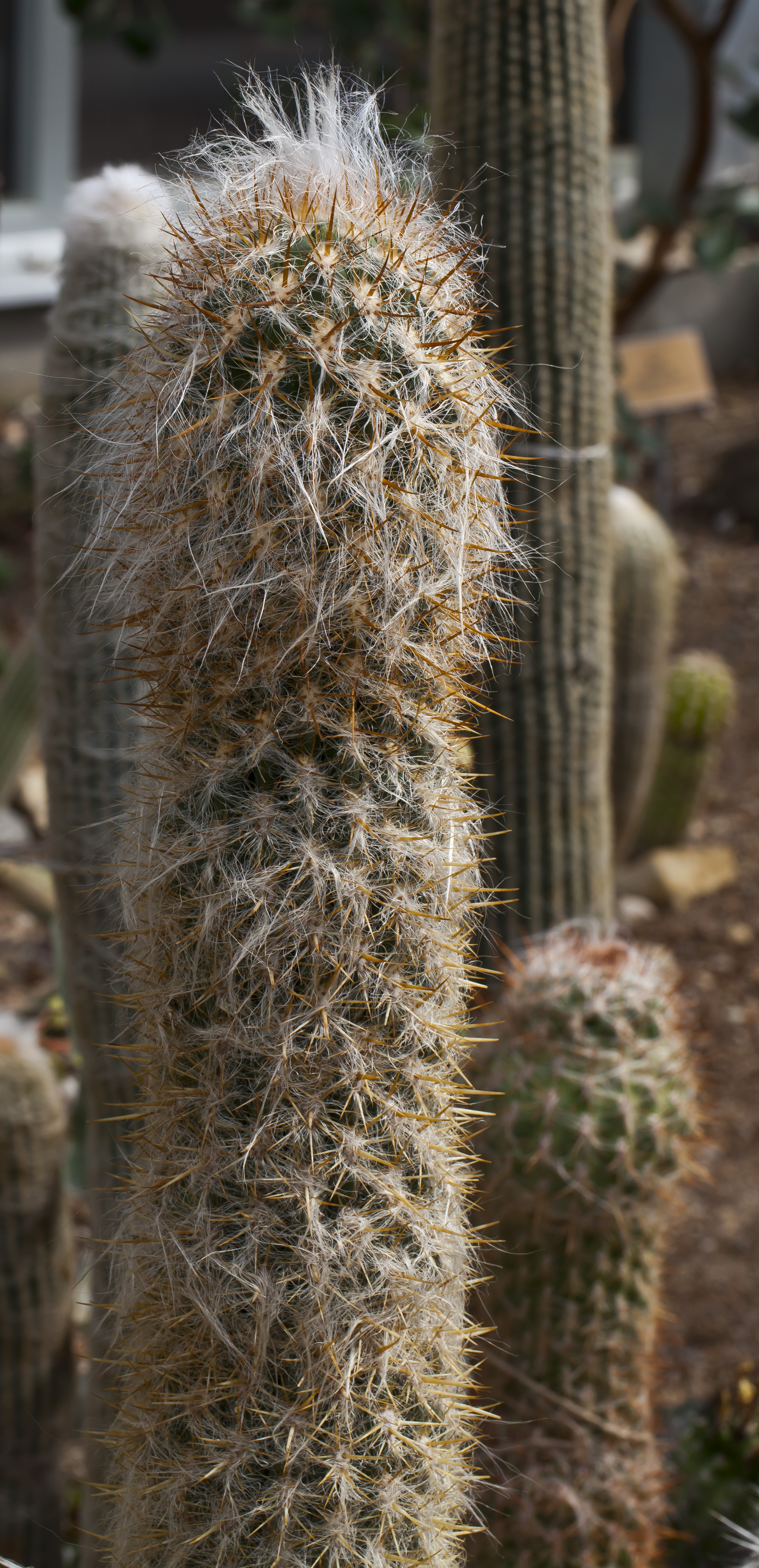